# Chapeltique
Chapeltique é um município localizado no departamento de San Miguel, em El Salvador.